# Viktor Schröter
Victor Johann Gottlieb Schröter (né le 27 avril 1839 (9 mai dans le calendrier grégorien) à Saint-Pétersbourg et mort le 16 avril 1901 (29 avril dans le calendrier grégorien) à Saint-Pétersbourg) est un architecte allemand de la Baltique, sujet de l'Empire russe. Son style de prédilection était celui de la Renaissance allemande, mais il s'essaya aussi à ceux de la Renaissance italienne et à l'architecture néo-classique.

## Biographie
Victor Schröter, de religion luthérienne évangélique, étudie à la fameuse école allemande de Saint-Pétersbourg, la Sankt-Petri-Schule, de 1851 à 1856, puis jusqu'en 1862 à l'Académie royale prussienne des arts de Berlin dont il reçoit une médaille d'or. Il est intégré à l'Union des architectes berlinois en 1858. Il voyage en Allemagne, en Belgique, en France, en Suisse, en Italie et en Autriche. Il rentre ensuite en Russie et obtient en 1864 le titre d'académicien d'architecture. Le 10 juillet 1867, il entre au service de la Cour impériale. Schröter devient architecte des domaines impériaux et architecte principal à la direction des théâtres impériaux. Le 30 août 1886, il est gratifié du rang de conseiller d'État effectif (ce qui lui donne accès à la noblesse héréditaire) et plus tard du rang plus élevé de conseiller d'État effectif secret. Il est nommé en 1892 professeur à l'Institut du génie civil. Outre des théâtres, églises et bâtiments officiels dans l'Empire, il fut l'auteur de nombreux immeubles d'habitation et maisons particulières à Saint-Pétersbourg.
Il est enterré au cimetière luthérien de Saint-Pétersbourg.

## Famille
Il se marie en 1869 avec Marie Christine Nissen (Saint-Pétersbourg 1844 - 1924 Léningrad) à Saint-Pétersbourg. De leurs huit enfants, une fille, Marie, devient peintre, une fille (Anna Ida Antonie 1877-1940) émigre en Prusse-Occidentale où elle meurt à  Neustadt im Westpreußen, et deux fils, Otto et Georg, deviennent architectes. Des descendants en fédération de Russie sont à leur tour architectes.

## Quelques réalisations
- Église luthérienne Saint-Pierre de Dorpat (gouvernement de Livonie)
- Maison Voutchikhovsky au 33 perspective Rimski-Korsakov à Saint-Pétersbourg en 1877
- Réfection de la façade du théâtre Mariinsky de Saint-Pétersbourg après un incendie, dans les années 1880
- Église catholique de Riazan en 1894
- Dessins de l'église russe (ru) de Bad Kissingen, construite par Carl Krampf (de) en 1897-1898
- Théâtre dramatique de Nijni Novgorod en 1894-1896
- Théâtre d'opéra de Tiflis en 1896[5]
- Théâtre dramatique d'Irkoutsk[6] en 1897
- Théâtre impérial de Kiev[7]

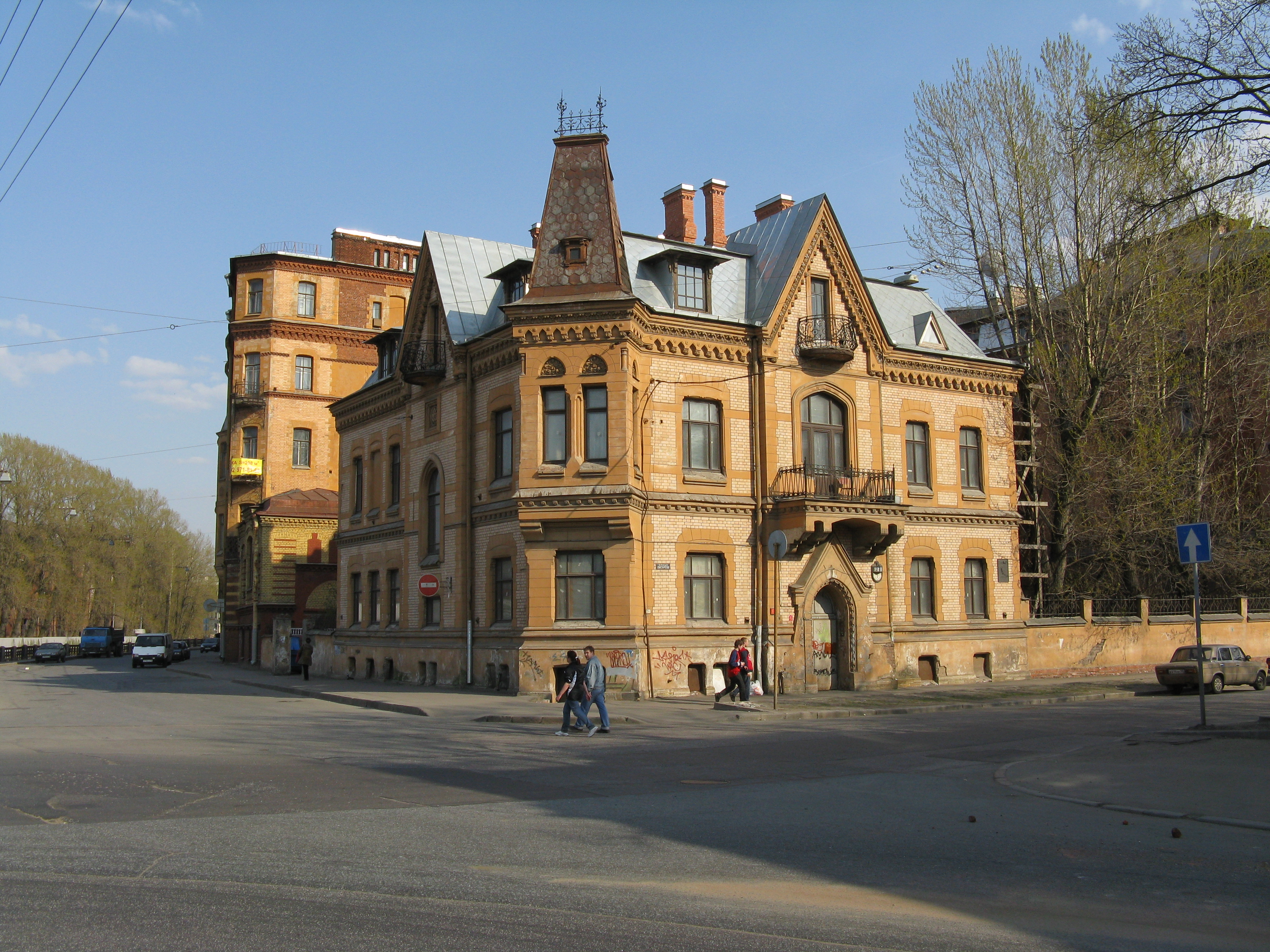
Hôtel particulier de Schröter, construit par lui sur la Moïka n° 114.
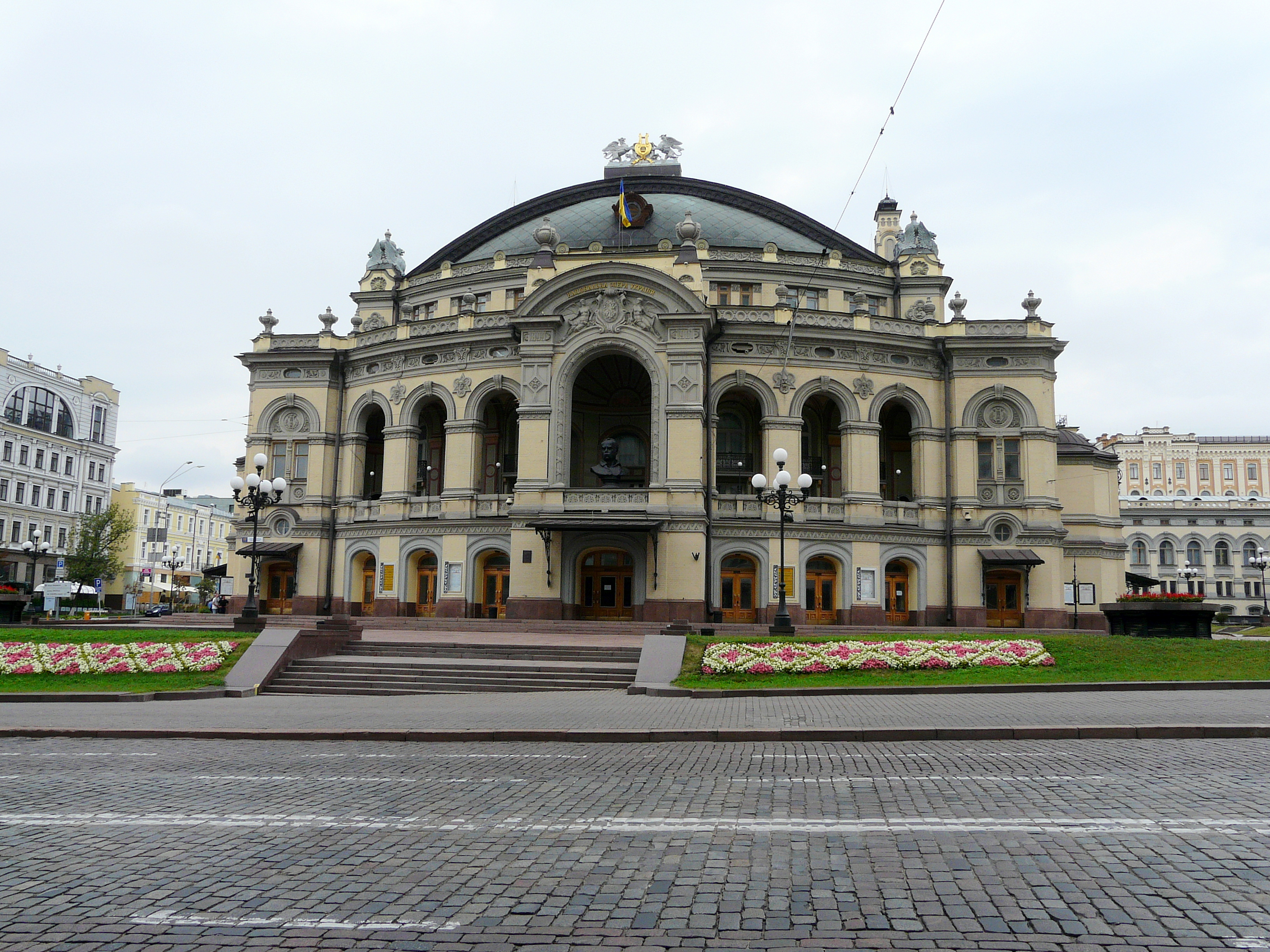
Théâtre d'opéra de Kiev.